# Grote Moskee van Adana
Ulu Cami (Grote Moskee) is een historische moskee in het middeleeuwse stadscentrum van Adana, met een moskee, een madrassa en een türbe.

## Historie
De bouw van de Grote Moskee is begonnen in 1513 door Ramazanoğlu Halil Bey. De bouw werd voltooid in 1541.